# Fede, speranza, carità
Fede, speranza, carità è un album del gruppo musicale italiano Jet, pubblicato dalla Durium (catalogo ms A 77037) nel 1972 e ristampato, su CD, dalla AMS (catalogo AMS 247 CD) nel 2019.

## Tracce
Tutti i brani scritti da Piero Cassano, Renzo Cochis e Felice Piccarreda.

### LP originale
Lato A
1. Fede, speranza, carità – 10:56
2. Il prete e il peccatore (Fede) – 11:11

Durata totale: 22:07
Lato B
1. C'è chi non ha (Speranza) – 6:36
2. Sinfonia per un re (Carità) – 8:00
3. Sfogo – 3:42

Durata totale: 18:18

### Versione CD
Tracce standard
1. Fede, speranza, carità – 10:56
2. Il prete e il peccatore (Fede) – 11:11
3. C'è chi non ha (Speranza) – 6:36
4. Sinfonia per un re (Carità) – 8:00
5. Sfogo – 3:42

Durata totale: 40:25
Tracce bonus
1. Gloria, gloria (Un disco per l'estate 1973) – 3:36
2. Guarda coi tuoi occhi – 3:19

Durata totale: 6:55

## Formazione

### Gruppo
- Carlo Marrale – voce, chitarra
- Piero Cassano – tastiere
- Aldo Stellita – basso, violoncello, vibrafono, marimba
- Renzo Cochis – batteria

### Altri musicisti
- Antonella Ruggiero, Marva Jan Marrow – cori